# Ђука Јанковић
Ђорђе Ђука Јанковић (Јазак, 25. април 1908 — Јоханезбург, 24. новембар 1974) је био српски цртач стрипова. Био је један од цртача окупљених око Београдског круга, изванредне стрип-школе, чувене и у светским размерама.
Најпознатији стрипови: „Тајна абисинских гудура“, „Пут око света“, „Ђурађ Смедеревац“, „Поп Ћира и поп Спира“, „Насрадин Хоџа“, „Џунгла Вед“ и „Максим“.

## Стрипографија

### „Мика Миш“
- „Тајна абисинских гудура“ 1937.
- „Тоша као детектив“ 1937.
- „Обешењак Кића“ 1937.
- „Џунгла Вед“ 1937.
- „Потера за милионима“ 1937.
- „Тоша на летовању“ 1937.
- „Пут око света“ 1937. (према делу Бранислава Нушића обрадио Бранко Видић)
- „Црњина освета“ 1937.
- „Џунгла Вед“ – II епизода, 1937/38.
- „Џунгла Вед“ – III епизода, 1938.
- „Тајанствени возач бр. 13“ 1938.
- „Три бекрије“ 1939.
- „Ага од Рудника“ 1939.
- „Поп Ћира и поп Спира“ 1939/40. (према роману Стевана Сремца)
- „Максим у Београду“ 1939/40.
- „Максим на западном фронту“ 1940.
- „Максим као Тарзан“ 1940.
- „Максим као детектив“ 1940.

### „Мали забавник Мика Миш“
- „Авантуре Шиле Мезон” 1937.

### „Весели забавник“
- „Кића“ 1938.

### „Време“
- „Ђурађ Смедеревац“ 1940.

### „Врабац“
- „Василиса прекрасна“ 1945/46. (недовршено)
- „Питекантропус са острва Јаве“ 1945/46. (недовршено)
- „Мали Радојица“ 1945/46. (недовршено)
- „Колумбо“ 1945/46. (недовршено)
- „Насрадин Хоџа“ 1945/46. (недовршено)